# Noctua carvalhoi
Noctua carvalhoi is een vlinder uit de familie uilen (Noctuidae). De wetenschappelijke naam is voor het eerst geldig gepubliceerd in 1983 door Pinker.
De soort komt voor in Europa.